# Elaine Viets
Pour les articles homonymes, voir Viets.
Elaine Viets, née le 5 février 1950 à Saint-Louis, dans l'État du Missouri, est une femme de lettres américaine, auteure de romans policiers.

## Biographie
De 1968 à 1970, elle fait des études supérieures à l'Université du Missouri-Saint-Louis. En août 1971, elle épouse Don Crinklaw et poursuit ses études à l'université du Missouri-Columbia, où elle obtient en 1972 un baccalauréat en journalisme. Elle est embauchée en 1979 par le St. Louis Post-Dispatch pour rédiger des articles dans la section de la mode. Deux ans plus tard, elle devient éditrice chargée de la section jeunesse du journal, puis chroniqueur. À partir de la fin des années 1980, elle est l'animatrice de l'émission de télévision Elaine Viets, lauréate de plusieurs Emmy Awards. Elle quitte son emploi au St. Louis Post-Dispatch en 1995 et, de 1996 à 2000, travaille dans le milieu des médias à New York, tout en se consacrant en parallèle à l'écriture.
En 1997, elle publie son premier roman, Backstab. C'est le premier volume d'une série consacrée aux enquêtes de Francesca Vierling, une chroniqueur à Saint Louis qui a la particularité de mesurer 1 mètre 80.
En 2003, elle commence une nouvelle série Dead-End Job, qui a pour héroïne Helen Hawthorne, dont plusieurs romans sont finalistes pour le prix Agatha, le prix Lefty et le prix Barry. Avec Murder with Reservations, sixième roman de la série, elle est lauréate du prix Lefty 2008.
En 2004, elle fait paraître une nouvelle, Wedding Knife, qui remporte le prix Agatha 2004 de la meilleure nouvelle.
En 2005, elle amorce une série de romans d'espionnage, dont l'héroïne est Josie Marcus, qui se déroule dans le milieu de la mode de Saint-Louis.

## Œuvre

### Romans

#### SérieFrancesca Vierling
- Backstab (1997)
- Rubout (1998)
- The Pink Flamingo Murders (1999)
- Doc in a Box (2000)

#### SérieDead-End Job
- Shop Till You Drop (2003)
- Murder Between the Covers (2003)
- Dying to Call You (2004)
- Just Murdered (2005)
- Murder Unleashed (2006)
- Murder with Reservations (2007)
- Clubbed to Death (2008)
- Killer Cuts (2009)
- Half-Price Homicide (2010)
- Pumped for Murder (2011)
- Final Sail (2012)
- Board Stiff (2013)
- Catnapped! (2014)
- Checked Out (2015)
- The Art of Murder (2016)

#### SérieJosie Marcus
- Dying in Style (2005)
- High Heels Are Murder (2006)
- An Accessory to Murder (2007)
- Murder with All the Trimmings (2008)
- The Fashion Hound Murders (2009)
- An Uplifting Murder (2010)
- Death on a Platter (2011)
- Murder is a Piece of Cake (2012)
- Fixing to Die (2013)
- A Dog Gone Murder (2014)

#### SérieAngela Richman
- Brain Storm (2016
- Fire and Ashes (2017)
- Ice Blonde (2018)
- A Star Is Dead (2019)
- Death Grip (2021)
- Late for His Own Funeral (2022)
- The Dead of Night (2023)

### Recueil de nouvelles
- Urban Affairs (1988)

### Nouvelles
- Sex and Bingo (2003)
- Red Meat (2003)
- Wedding Knife (2004)
- After the Fall (2006)
- Death of a Condo Commando (2009)
- Main Squeeze (2011)
- The Bride Wore Blood (2014)
- Dog Eat Dog (2020)

### Autres ouvrages
- Viets Guide to Sex,Travel and Anything Else That Will Sell This Book (1989)
- How to Commit Monogamy (1997)

## Prix et distinctions

### Prix
- Prix Agatha 2004 de la meilleure nouvelle pour Wedding Knife[1]
- Prix Anthony 2005 de la meilleure nouvelle pour Wedding Knife[2]
- Prix Lefty 2008 pour Murder with Reservations[3]

### Nominations
- Prix Agatha 2003 du meilleur roman pour Shop Till You Drop[1]
- Prix Agatha 2003 de la meilleure nouvelle pour Sex and Bingo[1]
- Prix Agatha 2003 de la meilleure nouvelle pour Red Meat[1]
- Prix Lefty 2004 pour Shop Till You Drop[3]
- Prix Barry 2004 du meilleur livre de poche original pour Murder Between the Covers[4]
- Prix Lefty 2007 pour Murder Unleashed[3]
- Prix Agatha 2007 du meilleur roman pour  Murder with Reservations[1]
- Prix Barry 2014 du meilleur livre de poche original pour Fixing to Die[4]
- Prix Thriller 2021 de la meilleure nouvelle pour Dog Eat Dog[5]
- Prix Macavity 2021 de la meilleure nouvelle pour Dog Eat Dog[6]